# 김창기 (성우)
김창기(1960년 1월 10일 ~ )는 대한민국의 성우이다. 1979년 연극 배우로 활동하다가 1983년 EBS 6기 공채 성우로 데뷔하였다. 2회에 걸쳐 EBS연기상을 수상했다.
특유의 미성이 매력적인 전설적 성우이다. 1985년과 1988년 EBS연기상을 2회 수상한 당대의 방송인이기도 하다. 
주로 다큐멘터리 해설과 MC 및 DJ, 그리고 80년대 각종 비디오판 애니메이션에서 주인공들을 맡은 걸로 유명한데, 그 중에서도 최고로 평가받는 배역은 EBS의 지구촌의 다큐멘터리와 청소년 봉사대, 사랑의 가족 MBC의 작가와 화제작, iTV 밀레니엄 다큐멘터리, SBS의 희망을 이야기합시다 등이 있고 애니메이션으로 엘리의 야생탐험의 나이젤 손베리, 둘리의 배낭여행의 마이콜 등이 있다. 20세기말 동양비디오에서 출시한 만화에서 주인공 또는 합체로봇 파일럿 중 메인 파일럿의 성우 역할을 거의 다 맡았다. 슈퍼로봇대전이 한국어 더빙으로 출시된다면 그가 또 한 번 대표성우로 부각되어야 할 정도다.
더불어 90년대에는 EBS 방송에서 학습 나레이션 더빙을 맡기도 하며 방송에서도 얼굴을 보인 적도 있다. 이 시기에는 미청년 연기외에 익살스럽고 재치있는 성격파 배역을 많이 맡았다. 또한 90년대 태생들에겐 익숙한 입체동화 이솝이야기의 나레이션을 맡아 했다.
중기 이후로는 나레이터와 MC, DJ로서의 활약이 더욱 두드러진다, 특히 2000년을 전후한 무렵에는 휴먼다큐와 코믹다큐 등 다큐멘터리 프로그램에 매우 많은 출연횟수를 기록하고 있으며 EBS 국악프로그램 MC, 클래식 음악프로그램 "음악 감상"의 DJ로 명성을 떨쳤다. 서울시 행사와 점자의 날 등 장애인을 위한 행사의 사회자로 활동했으며 20여년간 장애인 복지관에서 시각장애인을 위한 녹음봉사를 하며 감사패와 봉사상을 3회 받았다.
어린이 프로그램에서도 많은 역할을 했다. EBS의 딩동댕 유치원에 25년간 고정출연했으며 방귀대장 뿡뿡이 등 프로그램의 많은 배역을 소화했다.
근년에는 해외 봉사활동을 활발히 했다. 돌아온 이후 최근에는 기업홍보물 등의 나레이션을 하고 있다. 또한 홍보나 다큐멘터리 등 프로그램 제작에도 관여하고 있다.
특히 자기관리에 철저하여 지금도 좋은 호흡과 변함없는 미성을 유지하는 면은 후진들의 존경을 받기에 부족함이 없다.
1985년경에는 후진을 지도해 3명의 KBS 성우 최종합격자와 5명의 전국규모 시낭송대회(특히 한국일보 주최 시인만세 대회와 재능시낭송대회)의 우승자 및 입상자를 길러냈다.
최근에는 프로그램 제작업무도 하고 있으며 가수로도 활동하고 있다.

## 주요 출연작품

### 애니메이션
- 신밧드의 모험 (EBS) - 알리바바
- 둘리의 배낭여행 - 마이콜
- 세계명작만화 (EBS) - 트레버
- 왁자지껄 오리마을 (EBS)
- 마이너리그 (EBS) - 플라밍고 키드 / 제리
- 용용나라로 떠나요 (EBS) - 알록이 (자크)
- 뚱보기사 보리와 모리 (EBS)
- 마녀들이 사는 법 (EBS) - 발록
- 래피치와 요술장화 (EBS) - 삐딱이 / 작가
- 엘리의 야생탐험 (EBS) - 나이젤 손베리
- 유령성의 오싹오싹 이야기 (EBS) - 보스윅 / 페리 박사
- 꼬마유령 사총사 (EBS) - 축제의 조상
- 하나, 둘! 쥐박사님 이야기 (EBS) - 콜록 아저씨
- 코끼리 친구 벤자민 (EBS)
- 조지가 줄었어요 (EBS) - 조지 아빠
- 네모네모 스펀지송 (EBS) - 징휘징어
- 믹과 맥의 축구이야기 (EBS)
- 마녀들이 사는 법 (EBS) - 발록
- 미운오리 새끼 페오 (EBS) - 칼리스토
- 캣독 (재능TV)
- 못말리는 비버형제 (재능TV)
- 렌+스팀피 (재능TV)
- 멋지다 코니 (재능TV)
- 오예! 카툰 (재능TV)
- 돈드라큐라 (VIDEO) - 훈
- 입체동화 이솝이야기 - 나레이션

### 나레이션
- 지구촌의 다큐멘터리(EBS)
- 밀레니엄 다큐(ITV)
- 노무현대통령 당선자 다큐멘터리(SBS)
- 청소년 봉사대(EBS)
- 도전 백만달러(SBS)
- 음악천재(방송대학TV)
- 희망을 이야기합시다(SBS)
- 작가와 화제작(MBC)
- 사랑의 가족(KBS1)
- 직업의 세계(EBS)

### 영화
- 러브 레터 (SBS) - 운전 기사(시카이 토시야)
- 마법의 나무 (EBS)

### 외화
- 네버엔딩 스토리 (EBS) - 하인렉
- 셰익스피어 연작 (EBS)

### 방송
- 일밤 (MBC)
- 접속! 신세대 (KBS1)
- 도전! 100만 달러 초능력자를 찾아라 (SBS)
- 도전 골든벨
- 딩동댕 유치원